# ブレインハートインフュージョン培地
ブレインハートインフュージョン培地（ブレインハートインフュージョンばいち、英: brain heart infusion broth, BHI broth）とはレンサ球菌、肺炎レンサ球菌、髄膜炎菌のような栄養要求性の高い微生物のための栄養性の高い汎用増殖培地   。ブレインハートインフージョン培地の栄養分は煮沸したウシもしくはブタの心臓と脳より供給される。煮沸処理により可溶性因子が培地に移行する。ブレインハートインフュージョン培地は流通させやすい粉末状にすることができる。
生物学研究における例外的用法として、イエバエ科のノイエバエ Musca hervei (Villeneuve) の様に成虫が卵巣や精巣の成熟に必要なタンパク質を哺乳類の涙、唾液、傷口の浸出液などから得る食性のハエの累代飼育に際してタンパク源として給餌される
。